# Binya-Nationalpark
Der Binya-Nationalpark (englisch Binya National Park) ist ein 137 Quadratkilometer großer Nationalpark in Queensland, Australien am Ufer des Warrego River.

## Lage
Er liegt in der Region South West etwa 750 Kilometer westlich von Brisbane und 90 Kilometer südlich von Cunnamulla. Von hier erreicht man den Park über den Mitchell Highway, der nach 80 Kilometern, etwa 20 Kilometer entfernt von der Grenze nach New South Wales, in einem Abstand von 5 Kilometern an der Ostgrenze entlang verläuft. Im Park selbst gibt es keine Besuchereinrichtungen.
In der Nachbarschaft liegen die Nationalparks Narkoola, Culgoa Floodplain und Currawinya.

## Flora und Fauna
Der Park schützt das in den ariden Gebieten Australiens weit verbreitete Mulgabuschland, das jedoch im Südwesten von Queensland zur Schaf- und Rinderzucht weitgehend gerodet wurde. Im Park sind 25 verschiedenen Vogelarten beheimatet, darunter Gelbstirn-Schwatzvogel (Manorina flavigula), Braunkehl-Honigfresser (Acanthagenys rufogularis)
und Blauohr-Honigfresser (Entomyzon cyanotis), oder auch der als gefährdet eingestufte Inkakakadu (Lophochroa leadbeateri).